# 磯辺山
磯辺山（そべやま）とは、福岡県宗像地方にある山である。

## 概要
宗像市野坂（南郷地区）と宮若市山口の境界にある標高286mの山である。南麓には、九州自動車道と福岡県道30号飯塚福間線が東西に往来し、東麓には、福岡県道92号宗像篠栗線が南北に往来する。
北麓は、ため池が多い。

## アクセス
- 若宮インターチェンジより車で10分。